# الجمعية اللينيانية اللندنية
الجمعية اللينيانية اللندنية (بالإنجليزية: Linnean Society of London)‏ هي جمعية علمية مكرسة لدراسة ونشر المعلومات المتعلقة بالتاريخ الطبيعي والتطور والتصنيف. وهي تمتلك العديد من العينات البيولوجية المهمة ومجموعات المخطوطات والأدب، وتنشر المجلات والكتب الأكاديمية في علم الأحياء النباتية والحيوانية. كما تمنح الجمعية عددًا من الميداليات والجوائز المرموقة.
يعد المجتمع نتاج عصر التنوير في القرن الثامن عشر، وهو أقدم مجتمع بيولوجي موجود في العالم وهو مهم تاريخيًا كمكان لأول عرض عام لنظرية التطور عن طريق الانتقاء الطبيعي في 1 يوليو 1858.
راعية المجتمع كانت الملكة إليزابيث الثانية. من بين الأعضاء الفخريين: الملك تشارلز الثالث ملك بريطانيا العظمى، والإمبراطور الفخري أكيهيتو من اليابان، والملك كارل السادس عشر غوستاف ملك السويد (كلاهما لهما اهتمامات نشطة في التاريخ الطبيعي) وعالم الطبيعة والمذيع البارز السير ديفيد أتينبورو.

## تاريخ

### التأسيس

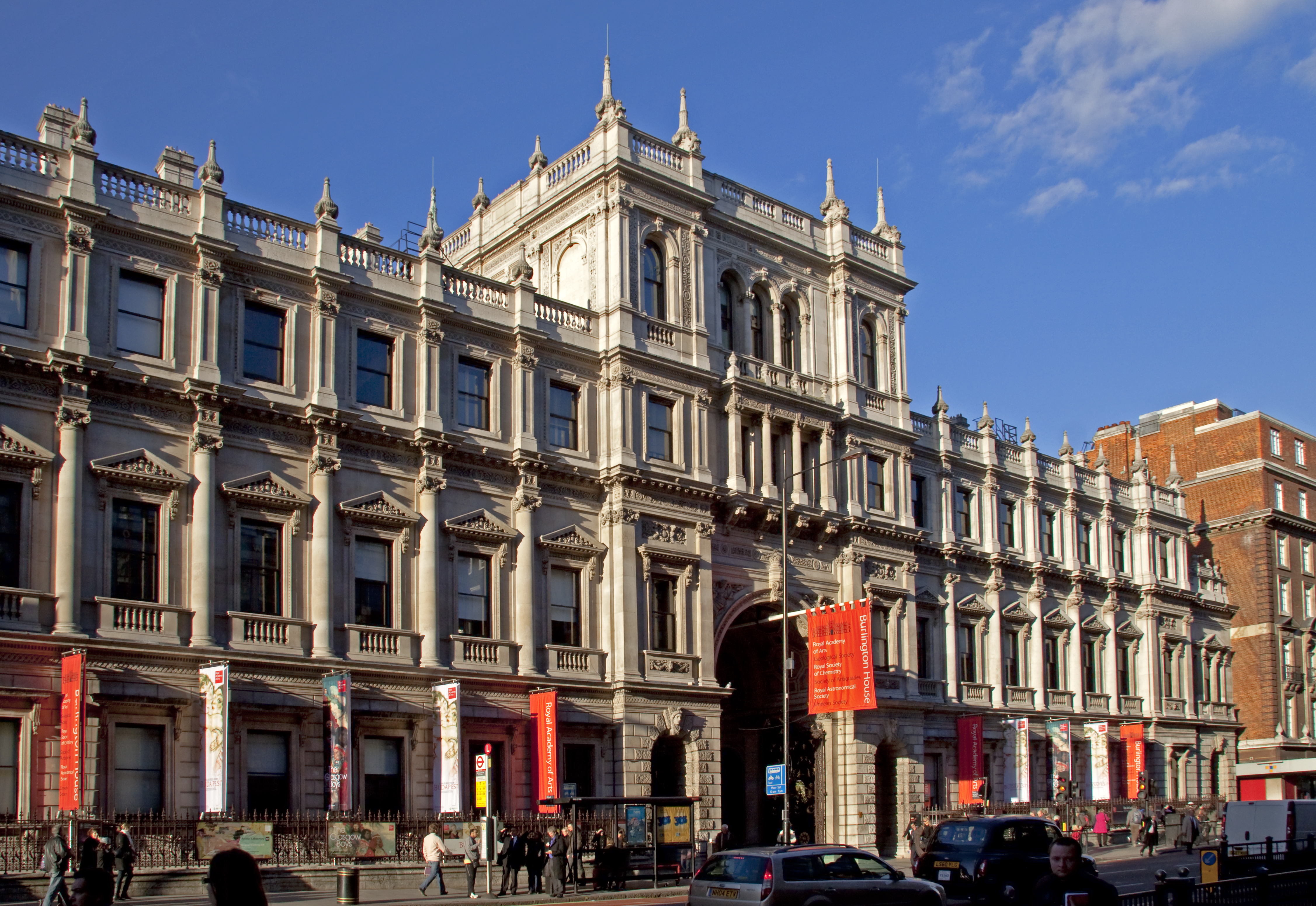
بيرلينجتون هاوس: تحتل جمعية لينيان النطاق الموجود على يسار قوس المدخل وفوقه.

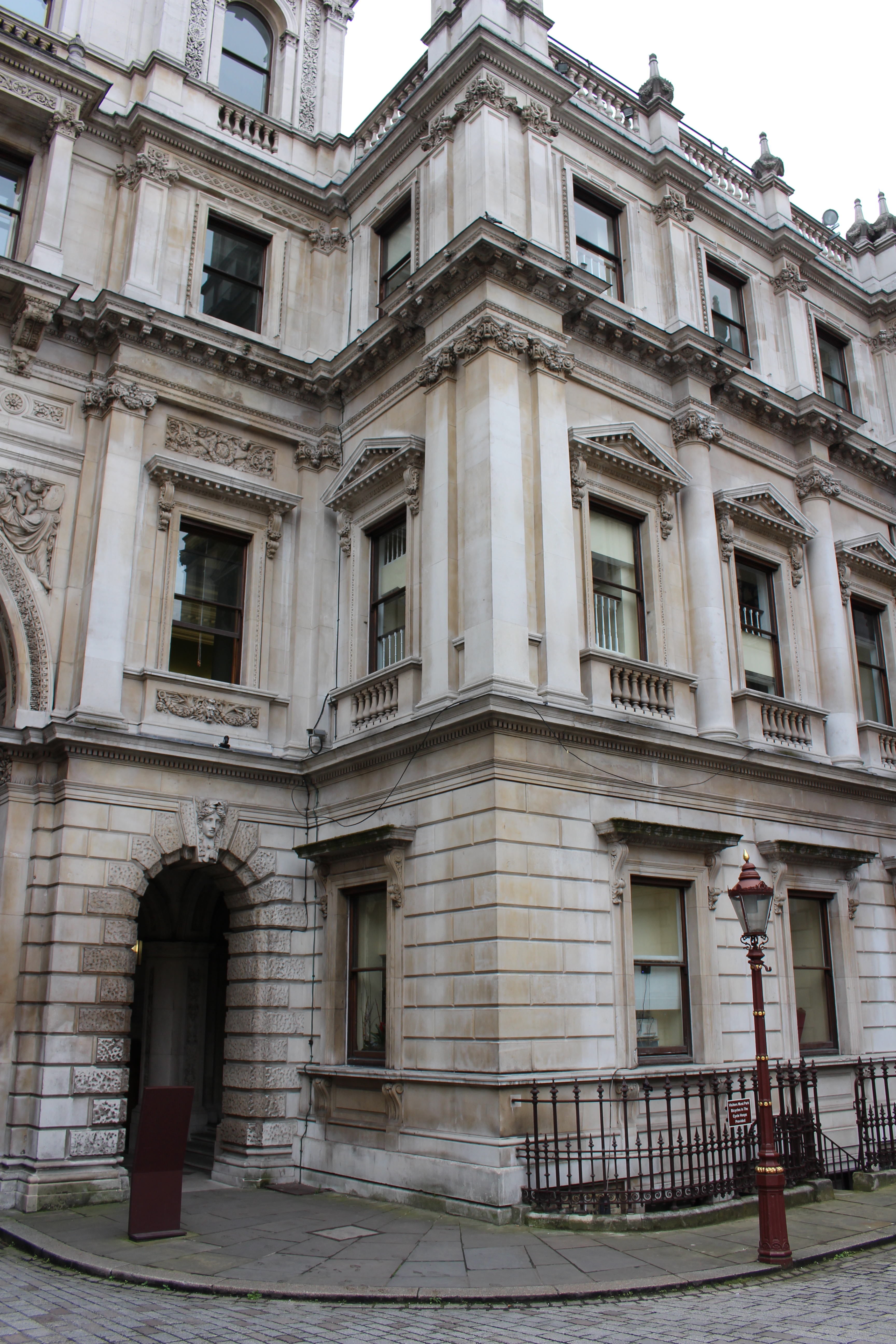
مباني الجمعية في بيرلينجتون هاوس كما تظهر من داخل الفناء.

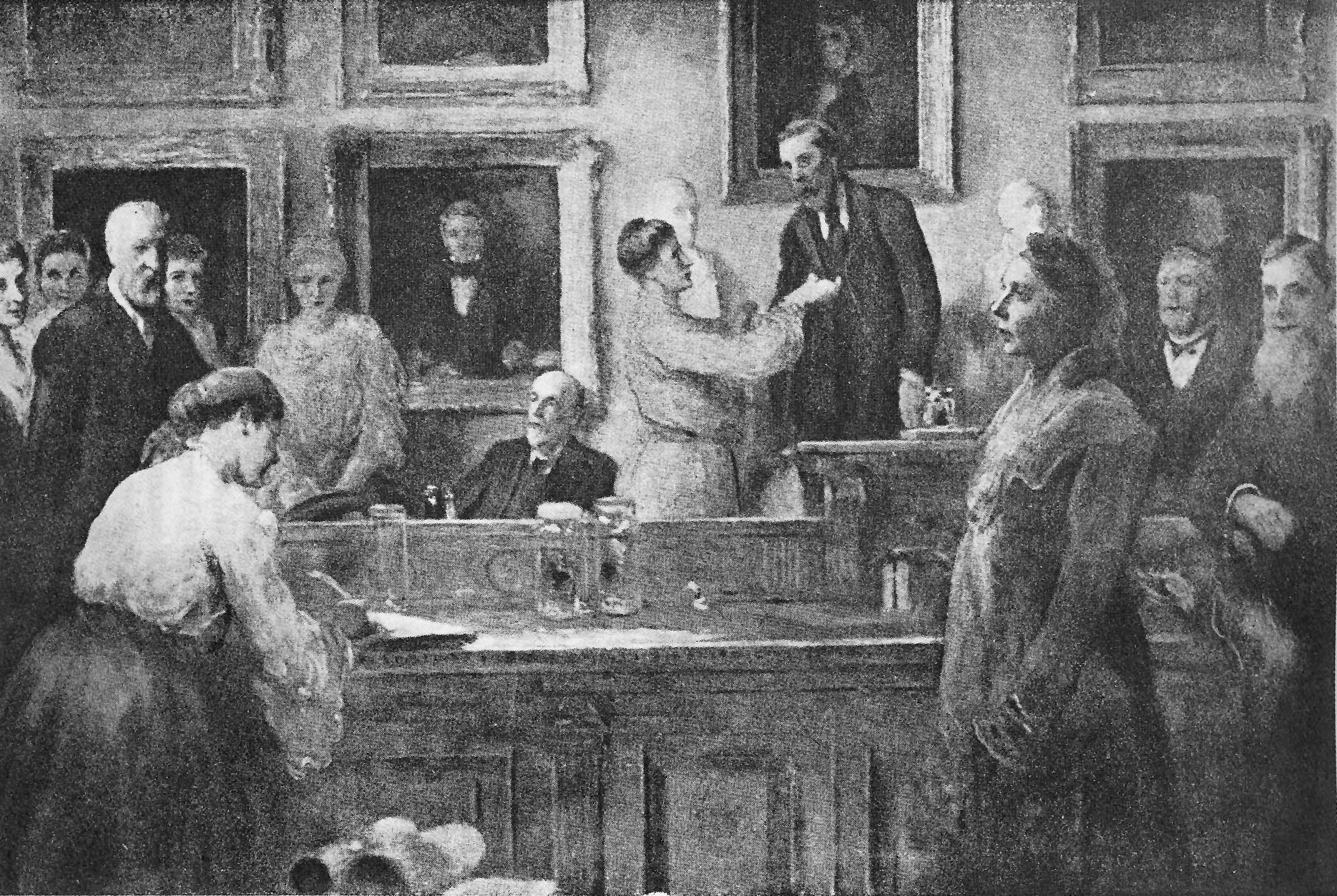
أول قبول للنساء كزميلات في المجتمع في عام 1905 إيما لويزا تورنر في أقصى اليسار، ليليان ج.فيلي تظهر وهي توقع كتاب العضوية، بينما تتلقى الليدي كريسب «يد الزمالة» من الرئيس ويليام أبوت هيردمان خلف ليليان ج.فيلي ووقفة كونستانس سلادين - من لوحة لجيمس سانت (1820-1916)

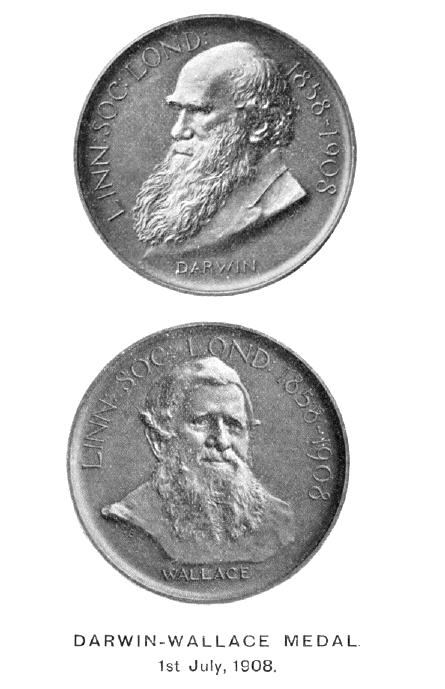

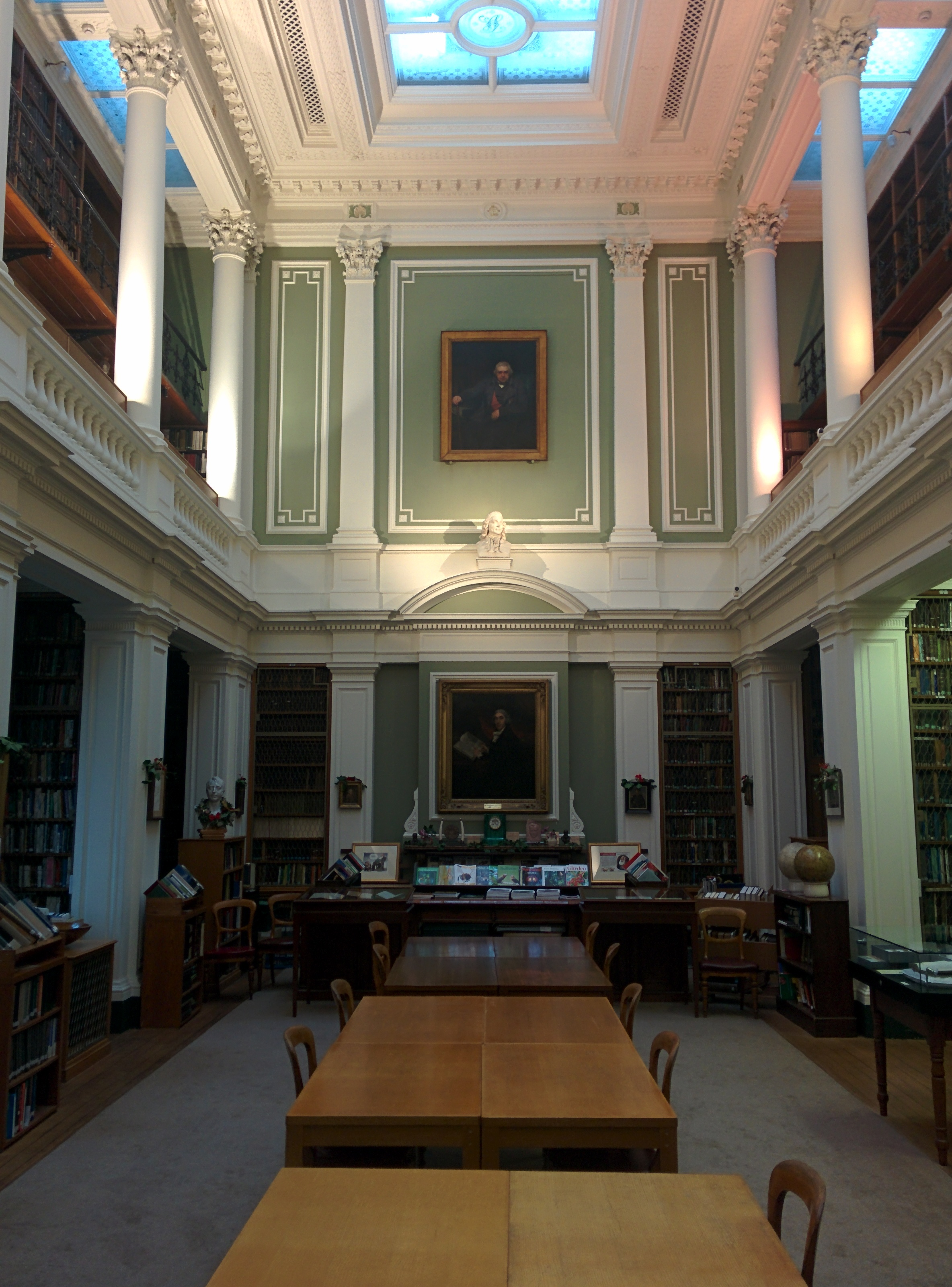
مكتبة جمعية لينيان، بيرلينجتون هاوس

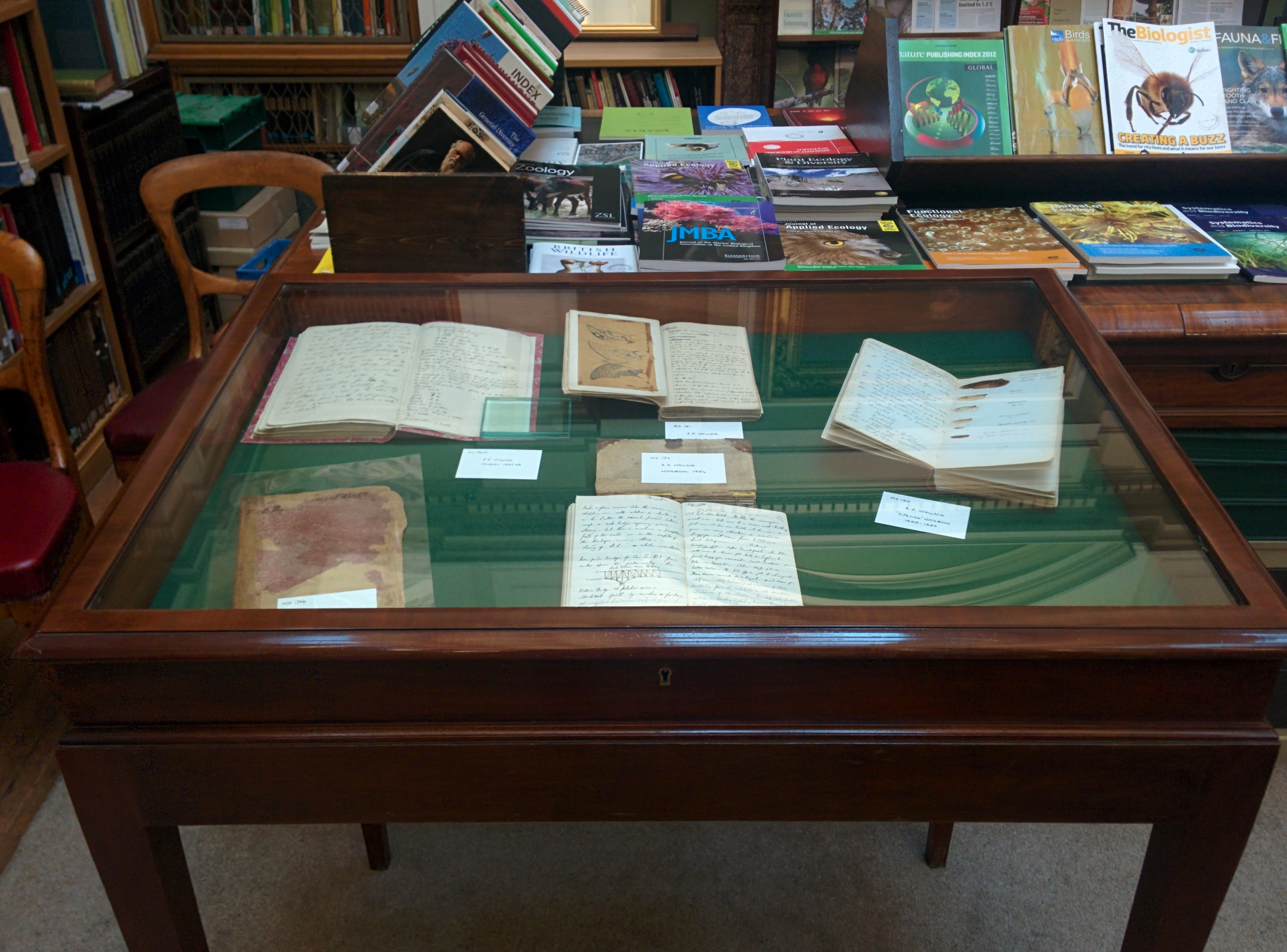
عرض لدفاتر ألفريد راسل والاس في مكتبة جمعية لينيان

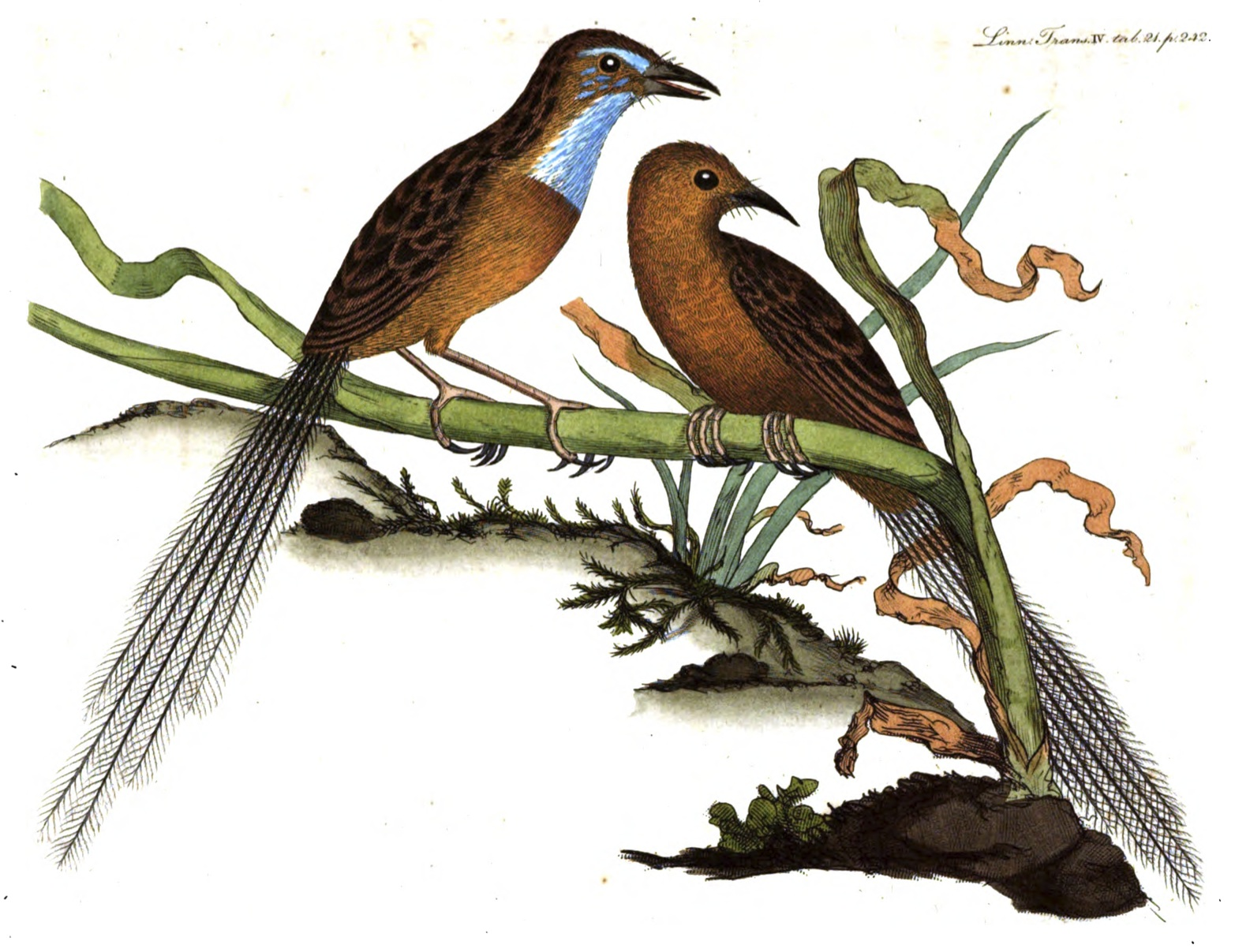
Muscicapa malachura (the Southern emu-wren) نوع جديد من نيو ساوث ويلز بقلم توماس ديفيز، 1798، معاملات جمعية لينيان في لندن، المجلد 4 يواجه الصفحة 242

تأسست جمعية لينيان في عام 1788 على يد عالم النبات السير جيمس إدوارد سميث. أخذت الجمعية اسمها من عالم الطبيعة السويدي كارل لينيوس «أبو التصنيف» الذي نظم التصنيف البيولوجي من خلال تسميته ذات الحدين. كان يُعرف باسم Carl von Linné بعد تكريمه ومن هنا تهجئة «لينين» بدلاً من «لينيان». كان للجمعية عدد من الاختلافات الطفيفة في الاسم قبل أن تحصل على ميثاقها الملكي في 26 مارس 1802 عندما أصبح الاسم ثابتًا باسم «جمعية لينيان في لندن». في عام 1802 كمجتمع مدمج حديثًا كان يتألف من 228 زميلًا. إنه أقدم مجتمع للتاريخ الطبيعي موجود في العالم.:2, 19كان المجتمع طوال تاريخه مؤسسة غير سياسية وغير طائفية موجودة فقط من أجل تعزيز التاريخ الطبيعي. :148
كانت بداية المجتمع نتيجة مباشرة لشراء السير جيمس إدوارد سميث للعينات ومجموعات الكتب والمراسلات لكارل لينيوس. عندما عرض ورثة لينيوس المجموعة للبيع حث السير جوزيف بانكس عالم النبات البارز ورئيس الجمعية الملكية سميث على شرائها. بعد خمس سنوات من عملية الشراء هذه قدم بانكس دعمه الكامل لسميث في تأسيس جمعية لينيان، وأصبح أحد الأعضاء الفخريين الأوائل.

### أعضاء بارزون
تضم الجمعية عددًا كبيرًا من العلماء البارزين من بين زملائها. أحد هؤلاء كان عالم النبات روبرت براون الذي كان أمين مكتبة ثم أصبح رئيسًا لاحقًا (1849-1853) أطلق على نواة الخلية واكتشف الحركة البراونية. في عام 1854 انتخب تشارلز داروين زميلا. إنه بلا شك أكثر العلماء شهرة على الإطلاق ظهر في قوائم عضوية المجتمع.:53زميل مشهور آخر هو عالم الأحياء توماس هكسلي الذي حصل لاحقًا على لقب «كلب داروين» لدفاعه الصريح عن داروين والتطور. كان الرجال البارزون في مناحي الحياة الأخرى أيضًا زملاء في المجتمع بما في ذلك الطبيب إدوارد جينر رائد التطعيم ومستكشفي القطب الشمالي السير جون فرانكلين والسير جيمس كلارك روس، المسؤول الاستعماري ومؤسس سنغافورة السير توماس ستامفورد رافلز ورئيس الوزراء وزير بريطانيا اللورد أبردين.:50,53 197-198

### التطور البيولوجي والمجتمع
قُدم أول عرض علني لـنظرية التطور عن طريق الانتقاء الطبيعي والتي يمكن القول إنها أعظم قفزة منفردة للتقدم في علم الأحياء، إلى اجتماع جمعية لينيان في 1 يوليو 1858. في هذا الاجتماع قُدم عرض مشترك للأوراق من قبل تشارلز داروين وألفرد راسل والاس برعاية جوزيف دالتون هوكر وتشارلز لايل حيث لم يتمكن أي من المؤلفين من الحضور.:288-289
ظل ارتباط المجتمع بالتطور قويًا حتى القرن العشرين. كان إدوارد باجنال بولتون الذي تولى الرئاسة من 1912 إلى 1916 مدافعًا عظيمًا عن الانتقاء الطبيعي وكان أول عالم أحياء أدرك أهمية الاختيار المعتمد على التردد.:95

### الزميلات
في عام 1904 انتخبت الجمعية أول زميلاتها، بعد عدة سنوات من الحملات الدؤوبة من قبل عالمة النبات ماريان فاركوهارسون. بينما كان مجلس الجمعية مترددًا في قبول النساء كانت الزمالة الأوسع أكثر دعمًا فقط 17٪ صوتوا ضد الاقتراح. من بين أول من استفاد من هذا كانت عالمة الطيور والمصورة إيما لويزا تيرنر وليليان جي فيلي عالمة الأحياء الدقيقة وآني سميث عالمة الأشنات وعالمة الفطريات، وجميعهم اعترفوا رسميًا في 19 يناير 1905.:88
رُقمت المجموعة الأولى من النساء التي انتخبت في عام 1904: عالمة النباتات القديمة ورائدة تنظيم الأسرة لاحقًا ماري ستوبس فاعلة الخير كونستانس سلادين، مؤسسة صندوق بيرسي سلادين التذكاري وأليس لورا إمبلتون (1876-1960) عالمة أحياء وعالمة في علم الحيوان وخبيرة في حق المرأة في التصويت، كانت واحدة من أوائل النساء اللائي قدمن بحثًا إلى المجتمع في 4 يونيو 1903. على الرغم من قبول الآخرين في عام 1904 إلا أن ماريان فاركوهارسون «تعرضت للازدراء بشكل مخجل» كما يقول المجتمع الآن حتى تم قبولها في عام 1908.
تُظهر لوحة «قبول الزميلات» لجيمس سانت آر إيه والمعلقة على الدرج العلوي إحدى عشرة امرأة وقعن على كتاب القبول والالتزام الخاص بالجمعية في 19 يناير 1905. غُيرت اللوحة لإزالة شخصيات توماس ستيبين سكرتير علم الحيوان وزوجته ماري آن من الجانب الأيمن في وقت ما قبل تقديم اللوحة إلى الجمعية في عام 1919.
أول رئيسة للجمعية كانت إيرين مانتون (1973-1976) التي كانت رائدة في الاستخدام البيولوجي للفحص المجهري الإلكتروني. كشف عملها عن بنية السوط والأهداب وهما عنصران أساسيان في العديد من أنظمة الحركة الخلوية.

### الاهتمامات الحالية
شهدت السنوات الأخيرة اهتمامًا متزايدًا داخل المجتمع بقضايا الحفاظ على التنوع البيولوجي. وقد سُلط الضوء على ذلك من خلال إطلاق جائزة سنوية في عام 2015 وهي جائزة جون سبيدان لويس والتي تُكرم على وجه التحديد الأشخاص الذين يقدمون مساهمات كبيرة ومبتكرة في الحفاظ على البيئة.

## المواقع
كان للمجتمع عدد من المنازل المختلفة، اجتمع في البداية في Marlborough Coffee House (1788) قبل الانتقال إلى Panton Square في 1795 ثم Gerrard Street وسوهو في عام 1805 و Soho Square في عام 1821. منذ عام 1857 يقع مقر الجمعية في بيرلينجتون هاوس بيكاديلي، لندن. عنوان تشترك فيه مع عدد من الجمعيات العلمية الأخرى: الجمعية الجيولوجية في لندن والجمعية الفلكية الملكية، وجمعية الآثار في لندن والجمعية الملكية للكيمياء.:51
في أبريل 1939 أجبر التهديد بالحرب المجتمع على نقل مجموعات Linnean من لندن إلى Woburn Abbey في بيدفوردشير حيث ظلوا طوال فترة الحرب العالمية الثانية. سهلت هذه الخطوة من قبل دوق بيدفورد الثاني عشر زميل جمعية لينيان نفسه. غلفت ثلاثة آلاف من أثمن المواد من مجموعات المكتبة ونقلها إلى أكسفورد قدم المنزل الريفي لأمين المكتبة وارن رويال داوسون ملجأ لسجلات الجمعية.:110

## عضوية
تتطلب الزمالة ترشيحًا من قبل زميل واحد على الأقل وانتخاب ما لا يقل عن ثلثي الناخبين الذين يصوتون. يمكن للزملاء استخدام الحروف اللاحقة الاسمية "FLS". الزمالة مفتوحة لكل من العلماء المحترفين وعلماء الطبيعة الهواة الذين أبدوا اهتمامًا نشطًا بالتاريخ الطبيعي والتخصصات الحليفة. يعد تأليف المنشورات ذات الصلة ميزة للانتخاب ولكنه ليس ضرورة. بعد الانتخابات يجب قبول الزملاء الجدد رسميًا شخصيًا في اجتماع الجمعية قبل أن يتمكنوا من التصويت في انتخابات المجتمع. يأخذ القبول شكل التوقيع على دفتر العضوية وبالتالي الموافقة على الالتزام بالالتزام بالنظم الأساسية للمجتمع. بعد ذلك يأخذ الزميل الجديد بيد الرئيس الذي يقرأ صيغة القبول في الزمالة.:195, 198-202
توجد أشكال أخرى من العضوية: "Associate" لمؤيدي المجتمع الذين لا يرغبون في الخضوع لعملية الانتخابات الرسمية للزمالة و "Student Associate" لأولئك المسجلين كطلاب في مكان التعليم العالي. يجوز للأعضاء المنتسبين التقدم للانتخاب في الزمالة في أي وقت.:195, 198-202
هناك ثلاثة أنواع من العضوية مرموقة ومحدودة بشكل صارم من حيث العدد: زميل فخري و أجنبي وأخيرًا فخرية. تُمنح أشكال العضوية هذه بعد انتخاب الزمالة في الاجتماع السنوي السنوي في مايو.:195, 198-202

## الاجتماعات
كانت الاجتماعات تاريخياً المبرر الرئيسي لوجود المجتمع. الاجتماعات هي أماكن للأشخاص ذوي الاهتمامات المتشابهة لتبادل المعلومات والتحدث عن الاهتمامات العلمية والأدبية وعرض العينات والاستماع إلى المحاضرات. اليوم تعقد الاجتماعات في المساء وأيضًا في وقت الغداء. معظمها مفتوح لعامة الناس وكذلك للأعضاء، وتقدم الأغلبية مجانًا للقبول.:149-152
في 24 مايو أو بالقرب منه يُنظر إليه تقليديًا على أنه عيد ميلاد كارل لينيوس يُعقد اجتماع الذكرى السنوية. هذا خاص بالزملاء والضيوف فقط، ويتضمن أوراق الاقتراع لعضوية مجلس الجمعية ومنح الميداليات.:149-152 في 22 مايو 2020 ولأول مرة في تاريخها عُقد اجتماع الذكرى السنوية عبر الإنترنت عبر الاتصال الهاتفي بالفيديو. كان هذا بسبب القيود المفروضة على التجمعات العامة استجابة لوباء كوفيد-19.

## الميداليات والجوائز
تهدف جمعية لينيان في لندن إلى تعزيز دراسة جميع جوانب العلوم البيولوجية، مع التركيز بشكل خاص على التطور والتصنيف والتنوع البيولوجي والاستدامة. من خلال منح الميداليات والمنح، يقر المجتمع بالتميز ويشجعه في جميع هذه المجالات.:165-174
تمنح الجمعية الميداليات والجوائز التالية:
- ميدالية لينيان تأسست عام 1888 وتُمنح سنويًا بالتناوب لعالم نبات أو عالم حيوان أو (كما كان شائعًا منذ عام 1958) لواحد من كل منهما في نفس العام.
- وسام داروين والاس الذي مُنح لأول مرة عام 1908 للتقدم الكبير في علم الأحياء التطوري.
- جائزة أتش أتش بلومر التي تأسست عام 1963 من إرث عالم الطبيعة الهواة هاري هوارد بلومر، منحت «عالم طبيعة هاوٍ قدم مساهمة مهمة في المعرفة البيولوجية».
- جائزة ترايل كريسب التي تأسست في عام 1966 من دمج جائزتين سابقتين - يعود تاريخ كل منهما إلى عام 1910 - تُمنح «تقديراً للمساهمة البارزة في الفحص المجهري البيولوجي الذي تم نشره في المملكة المتحدة».
- وسام الذكرى المئوية الثانية الذي أنشئ عام 1978 في الذكرى المئوية الثانية لوفاة لينيوس، «تقديراً للعمل الذي قام به شخص دون سن الأربعين».
- تأسست جائزة جايل سميث في عام 1986 ومنحت للرسوم التوضيحية النباتية.
- ميدالية لينيان الذهبية لخدمات المجتمع - تُمنح في ظروف استثنائية من عام 1988.
- جائزة إيرين مانتون تأسست عام 1990 لأفضل أطروحة في علم النبات خلال عام دراسي.
- ميدالية الذكرى المئوية اللينيانية التي منحت في عام 2007 للاحتفال بالذكرى الثلاثمائة لميلاد لينيوس.
- وسام جون سي مارسدن الذي تأسس عام 2012 لأفضل أطروحة دكتوراه في علم الأحياء تم فحصها خلال عام دراسي واحد.
- وسام جون سبيدان لويس الذي تأسس عام 2015 مُنِح «للفرد الذي يقدم مساهمة كبيرة ومبتكرة في الحفاظ على البيئة».
- جائزة السير ديفيد أتينبورو للعمل الميداني التي تأسست عام 2015.

## المجموعات
شريت مجموعات لينيوس النباتية والحيوانية في عام 1783 من قبل السير جيمس إدوارد سميث (أول رئيس للجمعية) وهي مملوكة الآن في لندن من قبل الجمعية. تشمل المجموعات 14000 نبات و 158 سمكة و 1564 قذيفة و 3198 حشرة و 1600 كتاب و 3000 رسالة ووثيقة. يمكن الاطلاع عليها عن طريق التعيين وهناك جولة شهرية للمجموعات.
تمتلك الجمعية أيضًا مجموعة النباتات الخاصة بسميث المكونة من 27185 عينة مجففة جنبًا إلى جنب مع مراسلاته ومجموعة الكتب.
تشمل المقتنيات البارزة الأخرى للمجتمع دفاتر ومجلات ألفرد راسل والاس ولوحات النباتات والحيوانات التي رسمها فرانسيس بوكانان هاملتون (1762–1829) في نيبال.
في كانون الأول (ديسمبر) 2014 مُنحت مجموعات عينات المكتبة والمكتبات والأرشيف الخاصة بالجمعية حالة معينة من قبل مجلس الفنون في إنجلترا، معترفًا بالمجموعات ذات الأهمية الوطنية والدولية (واحدة من 152 مؤسسة فقط معترف بها حتى عام 2020).

## المنشورات
بدأت جمعية لينيان سلسلتها الواسعة من المنشورات في 13 أغسطس 1791 عندما أنتج المجلد الأول من المعاملات على مدى القرون التالية، نشرت الجمعية عددًا من المجلات المختلفة، بعضها متخصص في مجالات أكثر تحديدًا، بينما توقفت المنشورات السابقة.:153-164
تشمل تلك التي ما زالت قيد النشر: المجلة البيولوجية لجمعية لينيان والتي تغطي علم الأحياء التطوري لجميع الكائنات الحية والمجلة النباتية لجمعية لينيان التي تركز على علوم النبات ومجلة علم الحيوان التابعة لجمعية لينيان التي تركز على علم النظم والتطور الحيواني. في عام 2022 أطلقت الجمعية المجلة التطورية لجمعية لينيان وهي أول منشور علمي مفتوح الوصول بالكامل لها. لينيان هي نشرة إخبارية نصف سنوية. يحتوي على تعليق على الأنشطة والأحداث الأخيرة، ومقالات عن التاريخ والعلوم، وسير ذاتية الأشخاص المرتبطين بجمعية لينيان كما يتضمن مراجعات الكتب والمواد المرجعية والمراسلات. تنشر الجمعية أيضًا كتبًا وملخصات عن الحيوانات البريطانية وهي سلسلة من المرشدين الميدانيين.:153-164
في السابق كانت المجلة الإلكترونية Pulse تصدر كل ثلاثة أشهر. توقف هذا النشر في عام 2021.

## الرؤساء
<div style="-moz-column-count:* 
- 2022-     أنجالي جوسوامي
- 2018–2022 ساندرا ناب
- 2015–2018 بول براكفيلد
- 2012–2015 ديان إدواردز
- 2009–2012 Vaughan R. Southgate
- 2006–2009 ديفيد إف. كاتلر
- 2003–2006 Gordon McGregor Reid
- 2000–2003 ديفيد سميث
- 1997–2000 Sir Ghillean Prance  [لغات أخرى]‏
- 1994–1997 Brian G. Gardiner  [لغات أخرى]‏
- 1991–1994 John G. Hawkes
- 1988–1991 Michael Frederick Claridge
- 1985–1988 William Gilbert Chaloner
- 1982–1985 Robert James "Sam" Berry  [لغات أخرى]‏
- 1979–1982 وليام ستيرن
- 1976–1979 Humphry Greenwood
- 1973–1976 Irene Manton
- 1970–1973 Alexander James Edward Cave  [لغات أخرى]‏
- 1967–1970 Arthur Roy Clapham
- 1964–1967 Errol White
- 1961–1964 Thomas Maxwell Harris
- 1958–1961 Carl Pantin
- 1955–1958 هيو توماس
- 1952–1955 Robert Beresford Seymour Sewell
- 1949–1952 فيليكس يوجين فريتش
- 1946–1949 Sir جافين دي بير
- 1943–1946 Arthur Disbrowe Cotton
- 1940–1943 Edward Stuart Russell
- 1937–1940 John Ramsbottom  [لغات أخرى]‏
- 1934–1937 William Thomas Calman
- 1931–1934 Frederick Ernest Weiss
- 1927–1931 Sidney Frederic Harmer
- 1923–1927 Alfred Barton Rendle
- 1919–1923 Arthur Smith Woodward
- 1916–1919 ديفيد براين
- 1912–1916 إدوارد باجنال بولتون
- 1908–1912 دوكينفيلد هنري سكوت
- 1904–1908 William Abbott Herdman
- 1900–1904 Sydney Howard Vines
- 1896–1900 ألبرت غونتر
- 1894–1896 تشارلز بارون كلارك
- 1890–1894 تشارلز ستيوارت
- 1886–1890 William Carruthers  [لغات أخرى]‏
- 1881–1886 Sir John Lubbock, 4th Baronet (later 1st Baron Avebury)
- 1874–1881 جورج ألمان
- 1861–1874 جورج بينثهام
- 1853–1861 توماس بيل
- 1849–1853 روبرت براون
- 1837–1849 إدوارد ستانلي
- 1833–1836 Edward St Maur, 11th Duke of Somerset
- 1828–1833 Edward Smith-Stanley, 13th Earl of Derby
- 1788–1828 جيمس إدوارد سميث

-webkit-column-count*
- 2022-     أنجالي جوسوامي
- 2018–2022 ساندرا ناب
- 2015–2018 بول براكفيلد
- 2012–2015 ديان إدواردز
- 2009–2012 Vaughan R. Southgate
- 2006–2009 ديفيد إف. كاتلر
- 2003–2006 Gordon McGregor Reid
- 2000–2003 ديفيد سميث
- 1997–2000 Sir Ghillean Prance  [لغات أخرى]‏
- 1994–1997 Brian G. Gardiner  [لغات أخرى]‏
- 1991–1994 John G. Hawkes
- 1988–1991 Michael Frederick Claridge
- 1985–1988 William Gilbert Chaloner
- 1982–1985 Robert James "Sam" Berry  [لغات أخرى]‏
- 1979–1982 وليام ستيرن
- 1976–1979 Humphry Greenwood
- 1973–1976 Irene Manton
- 1970–1973 Alexander James Edward Cave  [لغات أخرى]‏
- 1967–1970 Arthur Roy Clapham
- 1964–1967 Errol White
- 1961–1964 Thomas Maxwell Harris
- 1958–1961 Carl Pantin
- 1955–1958 هيو توماس
- 1952–1955 Robert Beresford Seymour Sewell
- 1949–1952 فيليكس يوجين فريتش
- 1946–1949 Sir جافين دي بير
- 1943–1946 Arthur Disbrowe Cotton
- 1940–1943 Edward Stuart Russell
- 1937–1940 John Ramsbottom  [لغات أخرى]‏
- 1934–1937 William Thomas Calman
- 1931–1934 Frederick Ernest Weiss
- 1927–1931 Sidney Frederic Harmer
- 1923–1927 Alfred Barton Rendle
- 1919–1923 Arthur Smith Woodward
- 1916–1919 ديفيد براين
- 1912–1916 إدوارد باجنال بولتون
- 1908–1912 دوكينفيلد هنري سكوت
- 1904–1908 William Abbott Herdman
- 1900–1904 Sydney Howard Vines
- 1896–1900 ألبرت غونتر
- 1894–1896 تشارلز بارون كلارك
- 1890–1894 تشارلز ستيوارت
- 1886–1890 William Carruthers  [لغات أخرى]‏
- 1881–1886 Sir John Lubbock, 4th Baronet (later 1st Baron Avebury)
- 1874–1881 جورج ألمان
- 1861–1874 جورج بينثهام
- 1853–1861 توماس بيل
- 1849–1853 روبرت براون
- 1837–1849 إدوارد ستانلي
- 1833–1836 Edward St Maur, 11th Duke of Somerset
- 1828–1833 Edward Smith-Stanley, 13th Earl of Derby
- 1788–1828 جيمس إدوارد سميث

column-count*
- 2022-     أنجالي جوسوامي
- 2018–2022 ساندرا ناب
- 2015–2018 بول براكفيلد
- 2012–2015 ديان إدواردز
- 2009–2012 Vaughan R. Southgate
- 2006–2009 ديفيد إف. كاتلر
- 2003–2006 Gordon McGregor Reid
- 2000–2003 ديفيد سميث
- 1997–2000 Sir Ghillean Prance  [لغات أخرى]‏
- 1994–1997 Brian G. Gardiner  [لغات أخرى]‏
- 1991–1994 John G. Hawkes
- 1988–1991 Michael Frederick Claridge
- 1985–1988 William Gilbert Chaloner
- 1982–1985 Robert James "Sam" Berry  [لغات أخرى]‏
- 1979–1982 وليام ستيرن
- 1976–1979 Humphry Greenwood
- 1973–1976 Irene Manton
- 1970–1973 Alexander James Edward Cave  [لغات أخرى]‏
- 1967–1970 Arthur Roy Clapham
- 1964–1967 Errol White
- 1961–1964 Thomas Maxwell Harris
- 1958–1961 Carl Pantin
- 1955–1958 هيو توماس
- 1952–1955 Robert Beresford Seymour Sewell
- 1949–1952 فيليكس يوجين فريتش
- 1946–1949 Sir جافين دي بير
- 1943–1946 Arthur Disbrowe Cotton
- 1940–1943 Edward Stuart Russell
- 1937–1940 John Ramsbottom  [لغات أخرى]‏
- 1934–1937 William Thomas Calman
- 1931–1934 Frederick Ernest Weiss
- 1927–1931 Sidney Frederic Harmer
- 1923–1927 Alfred Barton Rendle
- 1919–1923 Arthur Smith Woodward
- 1916–1919 ديفيد براين
- 1912–1916 إدوارد باجنال بولتون
- 1908–1912 دوكينفيلد هنري سكوت
- 1904–1908 William Abbott Herdman
- 1900–1904 Sydney Howard Vines
- 1896–1900 ألبرت غونتر
- 1894–1896 تشارلز بارون كلارك
- 1890–1894 تشارلز ستيوارت
- 1886–1890 William Carruthers  [لغات أخرى]‏
- 1881–1886 Sir John Lubbock, 4th Baronet (later 1st Baron Avebury)
- 1874–1881 جورج ألمان
- 1861–1874 جورج بينثهام
- 1853–1861 توماس بيل
- 1849–1853 روبرت براون
- 1837–1849 إدوارد ستانلي
- 1833–1836 Edward St Maur, 11th Duke of Somerset
- 1828–1833 Edward Smith-Stanley, 13th Earl of Derby
- 1788–1828 جيمس إدوارد سميث;">
- 2022-     أنجالي جوسوامي
- 2018–2022 ساندرا ناب
- 2015–2018 بول براكفيلد
- 2012–2015 ديان إدواردز
- 2009–2012 Vaughan R. Southgate
- 2006–2009 ديفيد إف. كاتلر
- 2003–2006 Gordon McGregor Reid
- 2000–2003 ديفيد سميث
- 1997–2000 Sir Ghillean Prance  [لغات أخرى]‏
- 1994–1997 Brian G. Gardiner  [لغات أخرى]‏
- 1991–1994 John G. Hawkes
- 1988–1991 Michael Frederick Claridge
- 1985–1988 William Gilbert Chaloner
- 1982–1985 Robert James "Sam" Berry  [لغات أخرى]‏
- 1979–1982 وليام ستيرن
- 1976–1979 Humphry Greenwood
- 1973–1976 Irene Manton
- 1970–1973 Alexander James Edward Cave  [لغات أخرى]‏
- 1967–1970 Arthur Roy Clapham
- 1964–1967 Errol White
- 1961–1964 Thomas Maxwell Harris
- 1958–1961 Carl Pantin
- 1955–1958 هيو توماس
- 1952–1955 Robert Beresford Seymour Sewell
- 1949–1952 فيليكس يوجين فريتش
- 1946–1949 Sir جافين دي بير
- 1943–1946 Arthur Disbrowe Cotton
- 1940–1943 Edward Stuart Russell
- 1937–1940 John Ramsbottom  [لغات أخرى]‏
- 1934–1937 William Thomas Calman
- 1931–1934 Frederick Ernest Weiss
- 1927–1931 Sidney Frederic Harmer
- 1923–1927 Alfred Barton Rendle
- 1919–1923 Arthur Smith Woodward
- 1916–1919 ديفيد براين
- 1912–1916 إدوارد باجنال بولتون
- 1908–1912 دوكينفيلد هنري سكوت
- 1904–1908 William Abbott Herdman
- 1900–1904 Sydney Howard Vines
- 1896–1900 ألبرت غونتر
- 1894–1896 تشارلز بارون كلارك
- 1890–1894 تشارلز ستيوارت
- 1886–1890 William Carruthers  [لغات أخرى]‏
- 1881–1886 Sir John Lubbock, 4th Baronet (later 1st Baron Avebury)
- 1874–1881 جورج ألمان
- 1861–1874 جورج بينثهام
- 1853–1861 توماس بيل
- 1849–1853 روبرت براون
- 1837–1849 إدوارد ستانلي
- 1833–1836 Edward St Maur, 11th Duke of Somerset
- 1828–1833 Edward Smith-Stanley, 13th Earl of Derby
- 1788–1828 جيمس إدوارد سميث

## وصلات خارجية
- جمعية لينيان في لندن.
- الصفحة الرئيسية لمجلة علم الحيوان لجمعية لينيان.
- الصفحة الرئيسية للمجلة البيولوجية لجمعية لينيان.
- الصفحة الرئيسية للمجلة النباتية لجمعية لينيان.
- مسح BHL لمعاملات الجمعية اللينيانية اللندنية 1791-1874.
- مسح BHL لمعاملات الجمعية اللينيانية اللندنية؛ السلسلة الثانية، علم الحيوان 1875-1921.
- عمليات مسح BHL لمعاملات الجمعية اللينيانية اللندنية؛ السلسلة الثانية: علم النبات 1875-1922.
- مؤلفات Linnean Society of London في مشروع غوتنبرغ.